# Quatrecorts
Quatrecorts és un llogaret aturonat a 626 msnm, en un contrafort occidental del Montvalls, pràcticament deshabitat, pertanyent al municipi de Peralta i Calassanç, a la comarca de la Llitera, actualment dins de la província d'Osca. La seva església parroquial depengué, com la de Peralta, del bisbat d'Urgell.